# Gert Nygårdshaug
Gert Hermod Nygårdshaug (Tynset, 22 marzo 1946) è uno scrittore norvegese.
Autore di circa 40 opere, fra cui poesie, libri per bambini, racconti e romanzi, è noto a livello internazionale per la serie di romanzi polizieschi che hanno per protagonista il detective dilettante Fredric Drum, esperto crittografo, cuoco ed enologo, proprietario del più prestigioso ristorante di Oslo. In Italia, per i tipi di SEM (Società Editrice Milanese), è stato pubblicato nel 2018 il secondo volume della serie, L'amuleto (Jegerdukken, 1987), e nel 2019 il quinto della serie, Fredric Drum e il mistero del re di pietra (Cassandras finger, 1993).
A sfondo ambientalista, definiti "eco-thriller", sono: Mengele Zoo (1989), uno dei suoi libri più famosi, che solleva il tema della distruzione delle foreste pluviali dell'America Latina (uscito in Italia nel 2020 sempre per l'editore SEM, con il titolo Inferno verde); il più tardo Chimera (2011), uno dei testi più politici dello scrittore, collocato temporalmente in un futuro prossimo e ambientato in un centro di ricerca internazionale situato nel Parco Nazionale Virunga della Repubblica Democratica del Congo ; e l'ultimo Zoo Europa (2018), che chiude la trilogia tematica.
Nel 1996 Nygårdshaug ha ricevuto il prestigioso premio letterario norvegese Cappelenprisen.

## Biografia
Figlio di un contadino, è cresciuto in una fattoria nel nord Østerdalen, nella Norvegia orientale. Dopo essersi diplomato a Tynset nel 1965, si trasferisce a Oslo dove inizia a studiare all'Università. Nel 1972 interrompe gli studi in sociologia. Nel corso della sua vita sperimenta diversi lavori: falegname, marinaio, forestale, insegnante di filosofia presso la Scuola Nansendi Lillehammer, carpentiere.
Debutta come scrittore appena ventenne con una raccolta di poesie, Impulser (1966), seguita dalle collezioni Paxion (1971), Et Bilde Et Verktøy (1974) e Gatevinden (1980). Dagli anni Ottanta si dedica completamente alla scrittura: nel 1981 pubblica la sua prima raccolta di racconti, Solfiolinen, e l'anno dopo il romanzo Bastionen. A questi faranno seguito numerosi altri titoli, quasi uno all'anno.
Politicamente attivo nella sinistra, nelle elezioni comunali e provinciali nel 2007 e 2011 è risultato terzo nella lista elettorale della Rød Valgallianse nel comune di Lier. È noto per gli articoli critici pubblicati in uno dei principali quotidiani norvegesi, Dagbladet, come quello comparso dopo gli attentati dell'11 settembre 2001, quando dichiarò il suo rifiuto di partecipare ai tre minuti di silenzio e denunciò il ruolo svolto dagli Stati Uniti nella comunità mondiale.
Ha vissuto a Oslo dal 1965 al 1992. Attualmente risiede a Lier.

## Temi
La scrittura di Nygårdshaug è profondamente legata ai viaggi e alle ricerche condotte nel corso degli anni, in particolare in Sud America. Alla fine degli anni '80 e all'inizio degli anni '90, lo scrittore soggiornò per lunghi periodi in Messico, Venezuela e Brasile, dove visse con gli indiani nella foresta pluviale amazzonica. I suoi libri contengono molti riferimenti ai miti, alla storia e alle culture dell'antichità e dei popoli nativi: da Minosse e l'Egitto dei faraoni, alla cultura Maya e alla cultura eschimese in Groenlandia, alle tradizioni delle tribù amazzoniche. Oltre allo studio delle culture primordiali, dell'archeologia e della storia, fanno parte dei suoi interessi - riscontrabili nelle sue opere - la pesca con l'amo (vi sono dedicate molte pagine in L'amuleto), la cucina e il vino.
Il suo thriller ambientalista Inferno verde (Mengele Zoo) durante il festival di letteratura di Lillehammer del 2007 è stato votato come "il miglior libro norvegese di tutti i tempi". Espen Sandberg, Espen Horn e Kristian Sinkerud per Motion Blur ne hanno acquistato i diritti per produrre una serie di film.
La serie del detective Friedric Drum è stata definita la letteratura criminale norvegese più giocosa e originale. Per la sua capacità di creare "intrighi letterari" in cui il piano "mitico" e quello "realistico" si connettono e si confondono, è stato avvicinato ad autori come Umberto Eco, Knut Hamsun e Andrea Camilleri.

## Opere

### Elenco completo

#### Poesie
- 1966. Impulser
- 1971. Paxion
- 1974. Et bilde et verktøy
- 1980. Gatevinden
- 1988. Gipsyblink
- 1994. Gipsymann

#### Racconti
- 1981. Solfiolinen
- 1983. Alkymisten

#### Romanzi
- 1982. Bastionen
- 1984. Dverghesten
- 1986. Nullpluss
- 1989. Mengele Zoo
- 1991. Søthjerte
- 1995. Himmelblomsttreets muligheter
- 1998. Prost Gotvins Geometry
- 2003. Afrodites basseng
- 2008. Fortellernes marked
- 2009. Klokkemakeren
- 2011. Chimera
- 2013. Pergamentet
- 2014. Nøkkelmakeren
- 2015. Eclipse i mai
- 2018. Zoo Europa

##### La serie di Fredric Drum
- 1985. Honningkrukken
- 1987. Jegerdukken
- 1990. Dødens codex
- 1992. Det niende prinsipp
- 1993. Cassandras finger
- 1996. Kiste nummer fem
- 2000. Den balsamerte ulven
- 2001. Liljer fra Jerusalem
- 2004. Alle orkaners mor
- 2006. Rødsonen
- 2015. Budbringeren

##### Il ciclo di Mino
Farebbero parte di questa serie cinque romanzi in cui compare Mino Aquiles Portoguesa, un giovane raccoglitore di farfalle, poi terrorista, unico sopravvissuto alla distruzione della foresta pluviale dell'Amazzonia in cui è cresciuto. Lo stesso Nygårdshaug ha dichiarato in un'intervista che Zoo Europa è da ritenersi il volume finale della serie iniziata con Mengele Zoo.
- 1989. Mengele Zoo
- 1995. Himmelblomsttreets muligheter
- 2003. Afrodites basseng
- 2011. Chimera
- 2018. Zoo Europa

#### Libri per bambini
- 1995. Trollet og de syv prinsessene
- 1996. Gutten og trollsverdet
- 1997. Huldergubben i Svartberget
- 1999. Pengegryta i Trollberget - og andre eventyr
- 2001. Farivis Ruvis - Gutten fra himmelrommet - Dinosaurene

### Traduzioni in italiano
- 2018. L'amuleto (Jegerdukken), traduzione di Andrea Romanzi, SEM, ISBN 978-88-9390-094-2
- 2019. Fredric Drum e il mistero del re di pietra (Cassandras finger), traduzione di Andrea Romanzi, SEM, ISBN 978-88-9390-172-7
- 2020. Inferno verde (Mengele Zoo), traduzione di Andrea Romanzi, SEM, ISBN 978-88-9390-251-9